# Внутрішньочерепна гіпертензія
Внутрішньочерепна гіпертензія (лат. pseudotumor cerebri, PTC, «доброякісна внутрішньочерепна гіпертензія», ідіопатична внутрішньочерепна гіпертензія) — порівняно маловивчений поліетіологічний синдром, що характеризується певним симтомокомплексом.

## Причини
Причина розвитку  залишається до кінця не ясною, але виникнення даного синдрому пов'язують з цілим рядом різних патологічних станів, і список їх продовжує поповнюватися. Серед них найбільш часто згадуються: ожиріння, вагітність, порушення менструального циклу, еклампсія, гіпопаратиреоїдизм, хвороба Аддісона, цинга, діабетичний кетоацидоз, отруєння важкими металами (свинець, миш'як), прийом лікарських препаратів (вітамін А, тетрациклін, нітрофурани, налідиксова кислота,фторхінолони, пероральні контрацептиви, тривала кортикостероїдна терапія або її скасування, психотропні засоби), деякі інфекційні захворювання, зокрема, паразитарні — (торулоз, трипаносомози), хронічна уремія, лейкози, анемія (частіше залізодефіцитна), гемофілія, ідіопатична тромбоцитопенічна пурпура, системний червоний вівчак, саркоїдоз, сифіліс, хвороба Педжета, хвороба Уїппла, синдром Гійєна-Барре і т. д. У цих випадках внутрішньочерепну гіпертензію розцінюють, як вторинну, оскільки усунення названих патологічних факторів сприяє її вирішенню. Проте щонайменше в половині випадків цей стан не вдається пов'язати з іншими захворюваннями, і він розцінюється, як ідіопатичний.

## Клінічні прояви
- Симптоми внутрішньочерепної гіпертензії (включаючи односторонній або двосторонній набряк диска зорового нерва).
- При люмбальній пункції визначається підвищення тиску спинномозкової рідини вище 200 мм водного стовпа.
- Відсутність вогнищевої неврологічної симптоматики (за винятком парезу VI пари черепномозкових нервів).
- Відсутність деформації зсуву або обструкції шлуночкової системи, іншої патології головного мозку за даними магнітнорезонансної томографії, за винятком ознак підвищення тиску цереброспінальної рідини.
- Незважаючи на високий рівень внутрішньочерепного тиску, свідомість пацієнта, як правило, збережено.
- Відсутність інших причин підвищення внутрішньочерепного тиску.

## Лікування
Показаннями до лікування пацієнтів є:
1) постійні та інтенсивні головні болі.
2) ознаки оптичної нейропатії.
Методом лікування є усунення провокуючого фактора (якщо він відомий), боротьба з надмірною вагою, медикаментозна терапія, а при відсутності позитивного ефекту різні хірургічні втручання.

### Консервативна терапія
- Обмеження солі й води.
- Діуретики: а) фуросемід: почати з дози 160 мг на день (дорослим), оцінювати ефективність по клінічних проявах і станом очного дна (але не за рівнем тиску цереброспінальної рідини), при відсутності ефекту дозу збільшити до 320 мг у день;
- б) ацетазоламід 125–250 мг кожні 8-12 годин (або препарат тривалої дії Diamox Sequelsa 390; 500 мг).
- При неефективності лікування додати дексаметазон в дозі 12 мг на день.